# José Laureano Sanz y Soto de Alfeirán
José Laureano Sanz y Soto de Alfeirán (Tuy, 5 de julio de 1793-Elorrio, 5 de septiembre de 1868) fue un militar y político español.

## Biografía
En 1804 es cadete en el Regimiento de Infantería de Aragón, luchando en la guerra con Portugal. Más tarde, combate a los franceses en la Guerra de la Independencia sobre todo en Galicia. En 1810 cae prisionero, logrando evadirse al poco tiempo. En 1813 combate en la batalla de Vitoria. Terminada la guerra, enseña en la Academia de Ingenieros de Alcalá de Henares hasta 1820 en que se le nombra ayudante de Estado Mayor. Participa en la primera Guerra carlista en la que asciende a Teniente General. Es nombrado senador vitalicio desde 1845 y ministro de la Guerra en abril de 1846, desempeña la cartera hasta enero de 1847.